# Blybrons
| Koppar | 74 % |
| Bly    | 20 % |
| Tenn   | 4 %  |
| Nickel | 2 %  |

Blybrons är en familj legeringar med varierande sammansättningar. Tabellen till höger visar en typisk sammansättning. Blybrons är korrosionsbeständig och har goda glidegenskaper. Blyfria ersättningslegeringar, med inslag av vismut, finns numera att tillgå.